# José Luis Gómez (acteur)
José Luis Gómez (Huelva, 19 april 1940) is een Spaans acteur en toneelregisseur.

## Leven en werk

### Opleiding en eerste stappen in de toneel-, mime- en filmwereld
Gómez volgde een toneelopleiding (1960-1964) aan aan het Instituut voor Dramatische Kunst in Bochum en eveneens in Parijs (bij Jacques Lecoq). Van 1964 tot 1970 bekwaamde hij zich als acteur en mimespeler in belangrijke toneelhuizen in de Bondsrepubliek, onder meer in München, Frankfurt, Düsseldorf en Neurenberg.
Hij creëerde vernieuwende mimodrama's waarmee hij werd uitgenodigd op internationale festivals.
Hij begon ook te spelen in televisiefilms. Zijn debuut, Der Unfall, dateert uit 1968. Het was een misdaadfilm waarin geweld wordt gepleegd op een Spaanse gastarbeider en waarin ook de levensomstandigheden van de gastarbeiders in de vroege Bondsrepubliek worden getoond.
In 1971 werd Gómez echt bekend in de Bondsrepubliek dankzij de Spaanse taalcursus Hablamos Español die onder de vorm van een 39-delige televisieserie werd uitgezonden.

### Toneelregisseur en -acteur
Nadat Gómez in 1971 theatervernieuwer Jerzy Grotowski in Wrocław had ontmoet keerde hij vroeger dan voorzien terug naar Spanje om er stukken van Kafka , Brecht en Peter Handke te regisseren.
In 1978 studeerde hij een hele periode in New York bij Lee Strasberg. Na zijn terugkeer werd hij directeur van het Centro Dramático Nacional in Madrid. Twee jaar later nam hij ook het directeurschap van het Teatro Español de Madrid waar. In het oog springende namen van auteurs wiens werk door Gómez opgevoerd werden waren Pedro Calderón de la Barca, Lorca, Georg Büchner en Peter Weiss. Gómez bleef tegelijkertijd actief als acteur. 

### Filmacteur
Naast zijn drukke theaterbezigheden nam Gómez de tijd om af en toe op het grote scherm te verschijnen, in een dertigtal films (anno 2022).
In het drama Pascual Duarte (1976), een van zijn eerste films, nam hij de titelrol voor zijn rekening. Hij zette een arme door pech en ellende achtervolgde boer neer die aan het begin van de twintigste eeuw impulsief en zonder scrupules overgaat tot moord. Zijn acteerprestatie in deze verfilming van de aanvankelijk shockerende maar klassiek geworden roman La familia de Pascual Duarte (1942) van Nobelprijs voor Literatuur-winnaar Camilo José Cela bezorgde hem de Prix d'interprétation masculine op het Filmfestival van Cannes.
In het drama Los ojos vendados (1978) vroeg Carlos Saura hem een toneelregisseur te vertolken die een stuk over foltering en repressie voorbereidt en bedreigingen ontvangt die hem aansporen het stuk op te geven. 
Tijdens de jaren tachtig en negentig was Gómez maar zelden op het grote scherm te zien. Vermeldenswaardige rollen waren zijn vertolking van de schilder Diego Velázquez in de dramatische fantasyfilm Luces y sombras (1988) en van de schrijver John William Polidori in het drama Remando al viento (1988) waarvoor hij een Premio Goya voor beste mannelijke bijrol kreeg.
Vijfentwintig jaar na Los ojos vendados vroeg Saura Gómez opnieuw voor het wraakdrama El séptimo día (2004) waarin hij een van de twee ouder wordende broers vertolkte die uit zijn op bloedige wraak omwille van een sinds meer dan dertig jaar aanslepende familievete. 
In Miloš Formans Spaanse Inquisitie-drama Goya's Ghosts (2006) speelde Gómez de vader van een van Goya's favoriete modellen die meent dat zijn dochter onschuldig is.
Pedro Almodóvar castte hem in twee films: in de tragikomische romantische thriller Los abrazos rotos (2009) gaf Gómez gestalte aan een vermogende financier die ziekelijk jaloers is en in de dramatische thriller La piel que habito (2011) aan de directeur van het instituut voor biotechnologie.
Competencia oficial (2021) gaf Gómez de kans opnieuw een heel bemiddelde oudere man te belichamen. Deze miljonair droomt ervan iets waardevols op aarde achter te laten na zijn dood.   

### Toneel: Teatro de La Abadía
Samen met de regering van de Comunidad Autónoma de Madrid richtte Gómez in 1995 het Teatro de La Abadía op, een belangrijk centrum van toneelstudie en -creatie. 
Hij regisseerde stukken van Spanjaarden (onder meer Miguel de Cervantes, Ramón María del Valle-Inclán en Luis Cernuda) en van moderne Europese toneelauteurs als Kafka, Brecht en Ionesco. Hij acteerde ook, soms onder zijn eigen regie, in stukken van onder meer Kafka, Brecht, Ionesco, Beckett, Dürrenmatt en op basis van teksten van onder meer Unamuno, Cernuda en Manuel Azaña. 

## Filmografie (ruime selectie)
- 1976 - Pascual Duarte (Ricardo Franco)
- 1977 - Nunca es tarde (Jaime de Armiñán)
- 1978 - Los ojos vendados (Carlos Saura)
- 1978 - Les Routes du sud (Joseph Losey)
- 1980 - Dedicatoria (Jaime Chávarri)
- 1987 - La estanquera de Vallecas (Eloy de la Iglesia)
- 1988 - Luces y sombras (Jaime Camino)
- 1988 - Remando al viento (Gonzalo Suárez)
- 1991 - Beltenebros (Pilar Miró)
- 2003 - La luz prodigiosa (Miguel Hermoso)
- 2004 - El séptimo día (Carlos Saura)
- 2006 - Goya's Ghosts (Miloš Forman)
- 2009 - Los abrazos rotos (Pedro Almodóvar)
- 2010 - Todo lo que tú quieras (Achero Mañas)
- 2011 - La piel que habito (Pedro Almodóvar)
- 2015 - Truman (Cesc Gay)
- 2016 - La isla del viento (Manuel Menchón)
- 2021 - Competencia oficial (Mariano Cohn en Gastón Duprat)

## Prijzen en nominaties

### Prijzen
- 1976 - Pascual Duarte: Prix d'interprétation masculine op het Filmfestival van Cannes
- 1976 - Pascual Duarte: beste Spaanse acteur op de Premios Sant Jordi de Cinematografía
- 1988 - 	Premio Nacional de Teatro voor zijn hele werk

### Nominaties
- 1989 - Remando al viento: Premio Goya voor beste mannelijke bijrol
- 1992 - Beltenebros: Premio Goya voor beste mannelijke bijrol
- 2004 - La luz prodigiosa: Premio Goya voor beste mannelijke bijrol
- 2010 - Los abrazos rotos: beste acteur in een bijrol op de Unión de Actores

## Lidmaatschap
- In 2011 werd hij verkozen om deel uit te maken van de Real Academia Española.
- Hij is eveneens erelid van de Academia de las Artes Escénicas de España.

## Onderscheidingen (selectie)
- Verdienstorden der Bundesrepublik Deutschland
- 1997 - Chevalier dans l'Ordre des Arts et des Lettres
- 2010 - Premio Ciudad de Alcalá

- Biblioteca Nacional de España: XX1371728
- Bibliothèque nationale de France: cb14184536w (data)
- Catàleg d'autoritats de noms i títols de Catalunya: 981058517684706706
- Gemeinsame Normdatei: 172101158
- International Standard Name Identifier: 0000 0001 1489 3880
- Library of Congress Control Number: no2003075088
- Nationale Bibliotheek van Tsjechië: xx0172736
- Nationale Bibliotheek van Israël: 987007440272305171
- Système universitaire de documentation: 097900338
- Virtual International Authority File: 29742757
- WorldCat: E39PBJwHgPVBXBK6cqk3CDKTpP